# María José Sánchez Núñez
María José Sánchez Núñez (* 8. November 1961 in Córdoba), Künstlername Núñez, ist eine spanische Comiczeichnerin, die durch ihre Arbeit für Disney bekannt wurde.

## Leben
Núñez wurde am 8. November 1961 in Córdoba, Südspanien, geboren und zog mit ihrer Familie 1971 nach Barcelona, wo sie den bekannten Comic-Künstler Miguel Pujol kennenlernte. Später, nach Beendigung der Schule machte Núñez ein Jahr berufliche Pause. Danach arbeitete sie bei der Agentur Recreo als Tuschezeichnerin, wobei sie die meisten Aufträge von Ehapa erhielt. 
Nach etwa 6 Jahren solcher Arbeit wechselte die Zeichnerin zu Bonnet Estudio, wo sie die Chance erhielt, selber zu zeichnen. Eine große Hilfe war in dieser Zeit César Ferioli, der Förderer und Mentor für sie wurde, da er sie bereits seit ihrer Arbeit bei Recreo kannte. Auch diese Zusammenarbeit dauerte etwa 6 Jahre, bevor sie alleine und ausschließlich für Egmont zeichnete, was sie bis heute tut. Dabei ist sie noch immer mit Ferioli befreundet.

## Stil und Vorbilder
Während sie César Ferioli als Lehrer betrachtet, sind ihre Vorbilder Daniel Branca, Daan Jippes und Carl Barks. Núñez ist, obwohl Gundel Gaukeley ihre Lieblingsfigur darstellt, vor allem mit Geschichten der Panzerknacker berühmt geworden.